# 托馬斯·馬西
托馬斯·馬西（Thomas Massie；1971年1月13日—）是美國政治人物，隸屬共和黨。生於西維吉尼亞州亨廷頓，在麻省理工大学获得工程硕士和学士学位，自2012年11月出任肯塔基州第4選舉區的聯邦眾議院議員。馬西是一位自由意志主義共和黨人，亦曾參加茶黨運動。在外交政策上主張不干預他国的内部事务；在2019年11月20日众议院对参议院版本的《香港人权与民主法案》及在12月3日《維吾爾人權政策法案》的表決中，马西都是唯一投下反对票的人，他亦多次投票反对制裁俄罗斯、朝鲜和伊朗。其他立場上，馬西并不认同关于气候变化的科学共识，支持特朗普建立美墨邊境牆。